# バルーンギャグ
バルーンギャグとは、猿轡や口枷の一種であり、幅広の枷部分の中央内側に膨張式のゴム球を付けてあるものを指す。インフレートギャグやパンプギャグとも呼ばれる。

## 構造
伸縮性のあるゴム球とゴム球を膨らませるためのポンプがチューブでつながっている。ポンプは水銀式血圧計のポンプとほぼ同じ圧搾式のものが多く、ネジを締めることでゴム球の膨らみを固定できる。

## 効果
バルーンギャグは、口内を圧迫することで呼吸と発声を奪うことができる。ただし、バルーン内の空気により、くぐもったうめき声が大きくなることがある。膨らませることで圧迫感と呼吸困難で相手に恐怖を与える。また、用いると頬が膨れ奇妙な顔になる。鼻フックやアングルワイダーのように顔面変形が好みのサディストが好む道具として認知されている。ただし、ゴム球をあまり大きく膨らませると、口が開いてバルーンが飛び出してしまうために、ギャグとしては実用的ではない。圧迫系プレイにはバルーンの付いたフェイスクラッチや全頭マスクの方が効果的といえる。